# Rhynchostegium lusitanicum
Rhynchostegium lusitanicum là một loài Rêu trong họ Brachytheciaceae. Loài này được (Kindb.) Broth. miêu tả khoa học đầu tiên năm 1925.